# Episodi di SOKO Wismar (diciassettesima stagione)
La diciassettesima stagione della serie televisiva SOKO Wismar è stata trasmessa in anteprima in Germania dalla ZDF tra il 25 settembre 2019 e l'8 aprile 2020.
| nº | Titolo originale             | Titolo italiano | Prima TV Germania | Prima TV Italia |
| -- | ---------------------------- | --------------- | ----------------- | --------------- |
| 1  | Girls' Night                 | inedito         | 25 settembre 2019 | inedito         |
| 2  | Benzin im Blut               | inedito         | 9 ottobre 2019    | inedito         |
| 3  | Die Konkurrentinnen          | inedito         | 16 ottobre 2019   | inedito         |
| 4  | Die Rache der Ostseeschnäpel | inedito         | 23 ottobre 2019   | inedito         |
| 5  | Der schöne Klaus             | inedito         | 30 ottobre 2019   | inedito         |
| 6  | Der Strandpirat              | inedito         | 6 novembre 2019   | inedito         |
| 7  | Welpenschutz                 | inedito         | 13 novembre 2019  | inedito         |
| 8  | Sicher im Alter              | inedito         | 20 novembre 2019  | inedito         |
| 9  | Lebe lieber unterirdisch     | inedito         | 27 novembre 2019  | inedito         |
| 10 | Nomen est omen               | inedito         | 4 dicembre 2019   | inedito         |
| 11 | Tote Katze, toter Lehrer     | inedito         | 11 dicembre 2019  | inedito         |
| 12 | Am falschen Ort              | inedito         | 18 dicembre 2019  | inedito         |
| 13 | Die Schildkröte              | inedito         | 8 gennaio 2020    | inedito         |
| 14 | Für eine Handvoll Blüten     | inedito         | 15 gennaio 2020   | inedito         |
| 15 | Ein würdeloser Tod           | inedito         | 22 gennaio 2020   | inedito         |
| 16 | Bleiverglasung               | inedito         | 28 gennaio 2020   | inedito         |
| 17 | Ältermänner                  | inedito         | 4 febbraio 2020   | inedito         |
| 18 | Der Schwedenschatz           | inedito         | 11 febbraio 2020  | inedito         |
| 19 | Wann, wenn nicht jetzt?      | inedito         | 19 febbraio 2020  | inedito         |
| 20 | Der Tod fährt Pedelec        | inedito         | 26 febbraio 2020  | inedito         |
| 21 | Die Wanze in meinem Bett     | inedito         | 4 marzo 2020      | inedito         |
| 22 | Der Aussteiger               | inedito         | 11 marzo 2020     | inedito         |
| 23 | Tödliche Höhe                | inedito         | 18 marzo 2020     | inedito         |
| 24 | Breifrei statt Bierschinken  | inedito         | 25 marzo 2020     | inedito         |
| 25 | Nach der Ebbe kommt der Tod  | inedito         | 8 aprile 2020     | inedito         |